# ستيفان كامبويرث
ستيفان كامبويرث (بالإنجليزية: Stephan Kampwirth)‏ هو ممثل ألماني ولد في 20 مارس 1967،أشتهر بدور بيتر دوبلر في مسلسل دارك.

## وصلات خارجية
- ستيفان كامبويرث على موقع IMDb (الإنجليزية)
- ستيفان كامبويرث على موقع مونزينجر (الألمانية)
- ستيفان كامبويرث على موقع ألو سيني (الفرنسية)
- ستيفان كامبويرث على موقع ميوزك برينز (الإنجليزية)
- ستيفان كامبويرث على موقع أول موفي (الإنجليزية)
- ستيفان كامبويرث على موقع قاعدة بيانات الأفلام السويدية (السويدية)
- ستيفان كامبويرث على موقع قاعدة بيانات الفيلم (الإنجليزية)
- ستيفان كامبويرث على موقع كينوبويسك (الروسية)